# Bataille de Foucht
 (août 2019).
 (août 2019).
Guerre entre les Reguibat et les Ouled Bou Sbaa (1905-1908)
La bataille de Foucht est livrée en 1906 ou 1907 pendant la guerre qui oppose les Reguibat et les Ouled Bou Sbaa dans ce qui est la Mauritanie et le Sahara occidental d'aujourd'hui.

## La bataille
En 1905, dans la région d'Hadada, sept Ouled Bou Sbaa périssent lors d'un rezzou Reguibat ce qui provoque des représailles et le massacre de près de soixante-dix Reguibat à Seriba. Les deux tribus mobilisent alors leurs forces et s'affrontent en 1906 ou 1907 à Foucht, dans la région de l'Adrar. Les Reguibat remportent une victoire décisive et anéantissent leurs adversaires. Ceux-ci sont contraints d'abandonner la région et fuient vers l'Oued Noun, dans le sud du Maroc. Renforcés par d'autres branches de la tribu ils repartent à l'offensive mais une nouvelle défaite à Oudei el-Guesah, dans la région de Zemmour les amène à négocier la paix, laquelle est conclue 1908 sous la médiation du cheikh Ma el-Ainin.

## Sources
- (en) Anthony G. Pazzanita, Historical Dictionary of Western Sahara, The Scarecrow Press, 2006